# كاثلين فلين
كاثلين فلين (بالإنجليزية: Kathleen Flinn)‏ هي كاتِبة أمريكية، ولدت في 1 يونيو 1967 في دافيسون في الولايات المتحدة.